# Peter de Klerk
Peter de Klerk (n. 16 martie 1935, Pelgrimsrus, Mpumalanga, Africa de Sud – d. 11 iulie 2015, Johannesburg, Africa de Sud) a fost un pilot de Formula 1. De-a lungul carierei a luat startul în 4 curse, niciuna din pole-position. Nu a câștigat nicio cursă și nu a terminat niciodată pe podium, acumulând 0 puncte în întreaga activitate ca pilot de Formula 1.